# Lycopodium lagopus
Lycopodium lagopus är en lummerväxtart som först beskrevs av Lars Levi Læstadius och Carl Hartman och som fick sitt nu gällande namn av G. Zinserl. och Kuzeneva-prochorova.
Lycopodium lagopus ingår i släktet lumrar och familjen lummerväxter. Inga underarter finns listade i Catalogue of Life.